# Mali (prefektur)
Mali Prefecture är en prefektur i Guinea.   Den ligger i regionen Labé Region, i den nordvästra delen av landet, 300 km nordost om huvudstaden Conakry. Antalet invånare är 245 870. Arean är 9 790 kvadratkilometer. Mali Prefecture gränsar till Koubia, Labe Prefecture, Lelouma Prefecture, Gaoual Prefecture och Koundara Prefecture. 
Terrängen i Mali Prefecture är kuperad åt nordost, men åt sydväst är den bergig.
Följande samhällen finns i Mali Prefecture:
- Mali